# Katharina Geinitz
Katharina Geinitz, Pseudonym Katharina Rosa, (geboren am 14. September 1946 in Kiel; gestorben am 10. Januar 2012 in Berlin) war eine deutsche Dokumentarfilmerin, Filmeditorin und Tonfrau.

## Werdegang
Katharina Geinitz besuchte die Schule in Kiel und Neumünster und machte eine Ausbildung zur veterinär-medizinischen Assistentin. Von 1976 bis 1983 studierte sie an der Deutschen Film- und Fernsehakademie Berlin. Während ihres Studiums arbeitete sie an eigenen Filmen zur Anti-Atomkraft-Bewegung und sammelte erste Erfahrungen im kommerziellen Film, vor allem als Tonassistentin.
Von großem Einfluss auf ihr filmisches Schaffen war die Arbeit im Team von Elfi Mikesch bei Was soll’n wir denn machen ohne den Tod (1980).
Geinitz gehörte zu den Gründerinnen des Verbands der Filmarbeiterinnen (1979–2009), die 1979 in einem Manifest weitgehende Forderungen zur geschlechtlichen Gleichstellung in der Filmbranche stellten.
Ihr Studium schloss sie mit dem Dokumentarfilm Handel & Wandel ab, der 1984 im Forum der Berlinale uraufgeführt wurde. Der Film ist ein intimes Porträt der Flohmarkthändlerin Elke Matz.

„Der Film Handel und Wandel ist nicht nur eine Liebeserklärung an meine Freundin Elke M. – er ist ein Stück Leben, zusammengefügt aus einzelnen Episoden zu einer persönlichen Geschichte, die die Geschichte aller Menschen sein könnte unter veränderten Lebensverhältnissen: Ein intensives, lebendiges Leben, in dem Arbeit und Geldverdienen nicht zur Prostitution verkommen ist.“

## Filme mit Helga Reidemeister
1978 begann ihre Zusammenarbeit mit der Dokumentarfilmerin Helga Reidemeister, die mehr als 30 Jahre währen sollte. Zumeist als Tonfrau oder Regie-Assistentin war Geinitz an den mit Bundesfilmpreisen ausgezeichneten Filmen Von wegen  „Schicksal“ (1979) und Mit starrem Blick aufs Geld (1983) beteiligt, außerdem an den Filmporträts über Karola Bloch (1982), Ernst Bloch (1983) und Rudi Dutschke (1988).

## RosaMarsFilm
Bei Dreharbeiten und Protesten gegen den Mordanschlag von Mölln begann die Zusammenarbeit mit der Filmemacherin und Musikerin Lottie Marsau, die 1995 zur Gründung der Filmproduktionsfirma RosaMarsFilm führte. Marsau hatte zuvor bereits mehr als zwei Jahre in Tibet recherchiert und mit einer 16-mm-Bolex-Kamera gefilmt.
Nach gemeinsamen Reisen in Tibet entstand 1995 der Dokumentarfilm Chinas Tibet?, der auf dem 11. Internationalen Dokumentarfilmfestival München mit dem Preis für den besonderen Dokumentarfilm 1996 ausgezeichnet wurde. Erklärungen des Dalai Lama zur Lage in Tibet umrahmen die Filmreportage mit „didaktisch erläuternden Kommentar, dem die schönen poetisch-körnigen 16-mm-Bilder zur Illustration dienen“. Video-Kopien des 36-minütigen Kurzfilms wurden bei vielen Veranstaltungen der Tibet Initiative Deutschland gezeigt.
1996 folgte der Dokumentarfilm Aus Tibet – ein Heimatfilm, eine poetisch-politische Reise durch das heutige Tibet mit Bildern vom Alltagsleben, von chinesischen Militärs in Ngari, Totenhügeln bei Xigazê, Wandmalereien in der Ruinenstadt Tsaparang und Nomaden auf ihren Pfaden durch die Berge. Der Kulturhistoriker Horst Südkamp nannte den Film eine „szenische Symphonie“.
Der „Heimatfilm“ war Eröffnungsfilm der Nordischen Filmtage Lübeck, lief beim 12. Internationalen Dokumentarfilmfestival München und wurde auf den Tagen des Unabhängigen Films Osnabrück mit dem Dokumentarfilmpreis ausgezeichnet.
2003 hatte der Dokumentarfilm Tot in Lübeck über den Lübecker Brandanschlag Premiere beim Internationalen Filmfestival Visions du Réel in Nyon.
Der Film untersucht die „juristische Nichtaufklärung des Anschlages“ in ausführlichen Interviews mit dem schleswig-holsteinischen Generalstaatsanwalt Erhard Rex und der Anwältin Gabriele Heinecke, kommentiert durch den Kabarettisten Dietrich Kittner.
Erste Dreharbeiten fanden bereits kurz nach dem Anschlag statt, 1997 wurde die Lübecker Moritat (Ballade über die allgemeine Unschuld im Lande) von Dietrich Kittner aufgezeichnet. Die Fertigstellung des Films verzögerte sich durch die Prozesse gegen einen zu Unrecht verdächtigten Hausbewohner und durch die immer wieder eingestellten Ermittlungen gegen rechtsextreme Jugendliche aus Grevesmühlen.
Tot in Lübeck lief auch beim 18. Internationalen Dokumentarfilmfest München sowie im Wettbewerb des Filmfestivals One World 2004 in Prag.

## Filmografie

### Eigene Filme
- 1976: Brokdorf 1976 – Regie
- 1976: Liebesgrüße aus L.D. (Lüchow-Dannenberg), verschollen – Regie
- 1984: Handel und Wandel – Drehbuch, Ton, Kamera, Regie

### RosaMarsFilm
- 1994: Leder vom Dach der Welt (GTZ-Auftragsproduktion) – Ton, Schnitt, Regie
- 1995: Chinas Tibet? – Ton, Schnitt, Regie
- 1996: Aus Tibet – ein Heimatfilm – Ton, Schnitt, Regie
- 2003: Tot in Lübeck – Drehbuch, Ton, Schnitt, Regie

### Filme von Helga Reidemeister
- 1979: Von wegen  „Schicksal“ – Ton, Regieassistenz
- 1982: Karola Bloch – Dann nimmt die Frau die Geschicke selbst in die Hand – Ton, Regieassistenz
- 1983: Ernst und Karola Bloch – Die Tübinger Zeit – Ton, Regieassistenz
- 1983: Mit starrem Blick aufs Geld – setze ich Huf vor Huf – Kameraassistenz, Ton
- 1987: Drehort Berlin – Ton
- 1988: Aufrecht gehen, Rudi Dutschke – Spuren – Ton, Schnitt
- 1992: Rodina heißt Heimat – Ton
- 2001: Gotteszell – Ein Frauengefängnis – Drehbuch, Regieassistenz
- 2009: Mein Herz sieht die Welt schwarz – Eine Liebe in Kabul – Ton

### Sonstige
- 1980: Was soll'n wir denn machen ohne den Tod von Elfi Mikesch – Ton
- 1988: Manöver von Helma Sanders-Brahms – Ton
- 1990: Because (Kurzfilm) von Tom Tykwer – Ton

## Auszeichnungen
- 1996: Preis für den Besonderen Dokumentarfilm des 11. Internationalen Dokumentarfilmfestivals München für Chinas Tibet
- 1998: Dokumentarfilmpreis der Tage des Unabhängigen Films Osnabrück für Aus Tibet – Ein Heimatfilm